# Rácmolnár Sándor
Rácmolnár Sándor (Miskolc, 1960. január 19. –) Munkácsy Mihály-díjas magyar festő, grafikus.

## Életpályája
Tanulmányait 1980 és 1987 között a Magyar Képzőművészeti Főiskola  sokszorosító grafika szakán végezte. Mestere Kocsis Imre volt. Tanulmányutakat tett Finnországban, Kubában, Ausztráliában, Írországban és az Amerikai Egyesült Államokban.
Az 1980-as évek közepétől kiállító művész.

## Díjai, elismerései
- 1984: Kondor Béla-emlékérem; Radnóti-emlékkiállítás, a Művelődésügyi Minisztérium díja; Stúdió ’84, a KISZ Központi Bizottság díja;
- 1985: XIII. Országos Grafikai Biennálé, Miskolc, a Művészeti Alap díja;
- 1986: “Habent Sua Fata Libelli” pályázat, a Magyar Képzőművészeti Főiskola díja; Dunaújvárosi Stúdió Kiállítás, a Dunaújvárosi Tanács díja; 1987: Nagykőrösi Grafikai Biennálé, a Fiatal Képzőművészek Stúdiója Egyesület díja; Stúdió Galéria (egyéni kiállítás), a Művelődésügyi Minisztérium díja;
- 1987-1990: Derkovits-ösztöndíj;
- 1988: Derkovits-díj; 1989: a Makói Művésztelep kiállítása, a Makói Városi Tanács díja; XV. Országos Grafikai Biennálé, Miskolc, a Váci Országos Grafikai Műhely díja; 1991: Stúdió ’91, Magyar Nemzeti Galéria, a Fiatal Képzőművészek Stúdiója Egyesület díja; XVI. Országos Grafikai Biennálé, Miskolc, az Interplan Kft. díja; 1993: XVII. Országos Grafikai Biennálé, Miskolc, a Magyar Alkotóművészek Országos Egyesületének díja; “Szép Könyv 1994 Kiállítás”, a Magyar Képző- és Iparművészeti Lektorátus díja;
- 1999: a Római Magyar Akadémia képzőművészeti ösztöndíja; 2000: X. Országos Rajzbiennálé, Salgótarján, a Magyar Grafikáért Alapítvány díja;
- 2003: Munkácsy Mihály-díj.

## Egyéni kiállításai
- 1987 • Stúdió Galéria, Budapest
- 1989 • Horváth E. Galéria, Balassagyarmat
- 1990 • Hotel Atrium Hyatt, Budapest
- 1991 • G. Seiyu, Tokió • Qualitas Galéria, Budapest
- 1992 • Dorottya u. Galéria, Budapest (kat.) • Szabad Művelődés Háza, Székesfehérvár
- 1993 • Collegium Hungaricum Bécs [Borza Terézzel] • Várfok 14 Galéria, Budapest
- 1995 • “Pets-kedvencek”, Várfok 14 Galéria, Budapest • Collegium Hungaricum Bécs
- 1996 • Stúdió 1900 Galéria, Budapest
- 1997 • Spiritus Galéria, Budapest
- 1998 • CEU Galéria, Budapest
- 2000 • Call Me Now!, Studio 1900 Galéria, Budapest [Hetényi Judittal].

## Részvétele csoportos kiállításokon (válogatás)
- 1984-1990 • Stúdió éves kiállítások
- 1984 • Radnóti-emlékkiállítás, Petőfi Irodalmi Múzeum, Budapest
- 1985, 1987 • XIII., XIV. Országos Grafikai Biennálé, Miskolci Képtár, Miskolc
- 1986 • Habent Sua Fata Libelli, Magyar Képzőművészeti Főiskola, Budapest • Magyar Grafika, Magyar Kultúra Háza, Helsinki • 10 Stúdiós kiállítása, Taisekus Mältinranta, Tampere (Finnország)
- 1988 • Gigant Poster, Almássy Téri Szabadidő Központ (Forgács Gáborral és  Gábor Imrével)
- 1989 • Ungerska Pass, Enkehuset G., Stockholm • Läderfabriken G., Malmő • XVI. Országos Grafikai Biennálé, Miskolc
- 1990 • A Berlini Fal festése, East Side Galerie, Berlin • Le vin et la Table, Grand Palais, Párizs • A változások jelei, Magyar Nemzeti Galéria, Budapest
- 1991 • XVI. Országos Grafikai Biennálé, Miskolc • Gallery by Night, Stúdió Galéria, Budapest [Gábor Imrével, Gerber Pállal] • Öt grafikus kiállítása, Kék Iskola • La Création en Europe, Ader Trajan Aukciós Ház kiállítása, Párizs
- 1992 • Az idegen szép, Magyar Képzőművészeti Főiskola, Budapest • Analóg, Budapest Galéria Lajos u., Budapest • Kolumbusz tojása, Műcsarnok, Budapest
- 1993 • I. Nemzetközi Grafikai Biennálé, Maastricht (Hollandia) • II. Nemzetközi Grafikai Biennálé, Győr • Japán-magyar Grafikai Kiállítás, Nagoya (JP)
- 1994 • Dolce far niente/Édes semmittevés, Stúdió 1900 Galéria, Budapest • Talányok, Miskolci Galéria, Miskolc
- 1995 • Bárka, Vigadó Galéria, Budapest • America Bound Exchange II., Amerikai Finn Nagykövetség, Washington
- 1996 • A művészeten túl, Ludwig Múzeum, Budapest
- 1997 • Transfer, Crossing Over/Changing Places, Corcoran Gallery of Art, Washington • Olaj/Vászon, Műcsarnok, Budapest • Common Threads • Weaving Narrative and Collaboration, Sleeth Gallery, Buckhanon (USA)
- 1998 • IX. Országos Rajzbiennálé, Nógrádi Történeti Múzeum, Salgótarján
- 1999 • Szitanyomat, Barcsay Terem, Budapest • Postscript, Tölgyfa Galéria, Budapest
- 2000 • XX. Országos Grafikai Biennálé, Miskolci Galéria, Miskolc; @(r)(c) óriásplakát kiállítás, Felvonulási tér, Budapest • X. Országos Rajzbiennálé, Salgótarján • Dialógus, Műcsarnok, Budapest
- 2001 • Tólig, Dorottya u. Galéria, Budapest • Fehéren-feketén, Műcsarnok, Budapest.

## Művei  közgyűjteményekben
- Herman Ottó Múzeum, Miskolc
- Jane Voorhees Zimmerli Art M.
- Ludwig Gyűjtemény
- Magyar Nemzeti Galéria, Budapest
- New Brunswick (USA)
- Petőfi Irodalmi Múzeum, Budapest
- Rippl-Rónai József Múzeum, Kaposvár.